# Manual of the flora of the Northern States and Canada
Manual of the flora of the Northern States and Canada (abreviado Man. Fl. N. States) es un libro con ilustraciones y descripciones botánicas que fue escrito por el geólogo, botánico y taxónomo estadounidense Nathaniel Lord Britton y publicado en los Estados Unidos en el año 1901.